# Sân bay Tiree
Sân bay Tiree (IATA: TRE, ICAO: EGPU) là một sân bay có cự ly 4,6 km về phía bắc tây bắc của Balemartine trên đảo Tiree ở Inner Hebrides ngoài khơi bờ biển tây Scotland. Công ty sở hữu và vận hành là Highlands and Islands Airports Limited.
Sân bay này có tuyến bay thường lệ nối với Sân bay quốc tế Glasgow, bằng máy bay Loganair Twin Otter của Loganair.

## Các hãng hàng không và tuyến bay
- Loganair (Glasgow)